# Oliguria
La oliguria es una disminución de la producción de orina (diuresis). Esta disminución puede ser un signo de deshidratación, fallo renal o retención de orina.

## Definición
En adultos: cuando la micción es inferior a 400-600 ml/día, o inferior a 20 ml/hora si el enfermo está sondado. Si es menor a 50 ml en 24 horas se considera anuria.

## Etiología
- Disminución del filtrado glomerular.
- Aumento de la reabsorción tubular.
- Obstrucción de las vías urinarias bajas.

## Fisiopatología
Los mecanismos que causan oliguria pueden agruparse en tres categorías:
- Prerrenal: en respuesta a un shock del riñón (por ejemplo debido a la deshidratación por escaso consumo oral, diarrea, hemorragia masiva o sepsis).
- Renal: debido a daños en el riñón (por shock, rabdomiólisis, medicamentos).
- Postrenal: consecuencia de una obstrucción en el flujo urinario (por ejemplo hipertrofia benigna de próstata o por hematoma).

## Tratamiento
El tratamiento depende de la causa subyacente de este síntoma. Más fácil de tratar la causa es la obstrucción del flujo urinario, que a menudo se resuelve mediante la inserción de un catéter urinario en la vejiga. 
Manitol es un medicamento utilizado para aumentar la cantidad de agua extraída de la sangre y, por tanto, mejorar el flujo de sangre a los riñones. Sin embargo, manitol está contraindicado en anuria secundaria a enfermedad renal, deshidratación severa, hemorragia intracraneal (a menos que durante craneotomía), congestión pulmonar severa o edema pulmonar. 
Dextrosa y dobutamina son a la vez se utilizan para aumentar el flujo de sangre a los riñones y actuar dentro de los 30 a 60 minutos.